# Otradnoe (metropolitana di Mosca)
Otradnoe (in russo:Отрадное) è una stazione della metropolitana di Mosca situata sulla Linea Serpuchovsko-Timirjazevskaja, la linea 9 della Metropolitana di Mosca. È stata inaugurata il 1º marzo 1991.